# Doly krále Šalamouna
Doly krále Šalamouna (anglicky King Solomon's Mines) je dobrodružný román anglického spisovatele Henryho Ridera Haggarda (zkráceně H. R. Haggarda). Vypráví cestu tří dobrodruhů napříč Afrikou za legendárním pokladem krále Šalamouna. Kniha vyšla poprvé v roce 1885.

## Děj
Vypravěčem příběhu je Allan Quatermain z Durbanu v Natalu, který se živí jako lovec a obchodník v Africe. Na palubě lodi, mířící z Kapského města do Natalu, potkává dva cizince. Těmi jsou Sir Henry Curtis a kapitán John Good. Allan zjišťuje, že jeden z nich, sir Henry, je bratr zmizelého muže jménem George Curtis, ale kterého Allan zná pod jménem Neville. George se před nějakou dobou vydal hledat legendární poklad krále Šalamouna. A jelikož chce Allan zabezpečit syna, studujícího v Londýně medicínu, souhlasí, že se k mužům přidá. Na cestu se tedy vydávají oni tři a po pečlivé úvaze k sobě přibírají i několik dalších mužů. Mezi nimi je i místní muž jménem Umbopa. Přesvědčí tři dobrodruhy, aby jej vzali s sebou, a ti souhlasí. Po mnohých nástrahách divočiny, při kterých ztratí několik mužů, se Allan Quatermain, Henry Curtis, John Good a Umbopa dostávají do neznámé země – Kukuánska.  Domnívají se, že právě sem se měl bratr Henryho dostat, ale není pro něm ani památky. To, že tu nebyl, potvrdí i Infadus – místní muž, s jehož skupinou se zde dobrodruzi setkávají.
Místní lidé je podle jejich vzhledu a nástrojů považují za nadpozemské bytosti a to se hlavní hrdinové rozhodnou využít ve svůj prospěch, jinak by jim totiž pravděpodobně hrozila smrt. Setkávají se s místním králem –  Tvalou, jeho synem – Skragou, a jeho pravou rukou – čarodějnicí Gaugaúlou. Brzy shledávají, že Tvala je krutovládce a jeho poddaní trpí pod jeho vládou. Dozvídají se příběh o předchozím vládci – jeho bratrovi Imotu, kterého současný král na pokyn Gaugaúly zabil a přisvojil si vládu nad Kukuánskem. Předchozí vládce měl však ženu a malého syna jménem Ignosi, kteří stihli uprchnout, než byli zabiti. Všichni se ale domnívají, že jsou oba mrtvi. Umbopa však prozradí, že ve skutečnosti je on tím ztraceným synem a má právo na trůn. Krutovládu Tvali potvrzuje i slet čarodějnic – obřad, během něhož jsou zabíjeni muži, kteří se protiví králi. Umbopa toho využije a díky tomuto krvavému rituálu se mu za pomocí přátel a Infaduse – bratra dvou vládců a svého strýce, podaří dostat část národa na svou stranu. Spolu s několika veliteli chystají vzpouru a využijí k tomu zatmění Slunce. Tento den má být navíc obětována nejkrásnější místní dívka. Za pomoci astronomického jevu ukážou svou „moc“ a tím získají Umbopovi – Ignosi, podporu, a navíc zachrání dívku, která je od teď bude doprovázet. Zachráněná dívka je vděčná především Johnu Goodovi a vzniká mezi nimi vřelý vztah. Skupina ale musí před rozzuřeným králem, kterému navíc při obraně dívky zabili syna, utéct. 
Schyluje se k válce, ve kterém budou Allan a jeho přátelé stát proti přesile, i tak se však nevzdávají. Po dvou vyčerpávajících bojích a porážce Tvali se Ignosi stává novým králem a přikazuje pod pohrůžkou smrti čarodějnici Gaugaúle, aby tři dobrodruhy a dívku, kterou zachránili, vzala do dolů krále Šalamouna. Nakonec se tedy dostávají do jeho pokladnice, kde je čeká nesmírné bohatství. Jsou však zrazeni Gaugaúlou, která zabije zachráněnou dívku, a zbývající členy výpravy uvězní v sále. Sama při tom zemře pod tajnými dveřmi, kterými sem všichni vešli. Dobrodruzi ale naleznou druhý tajný východ a dostanou se ven. Po vyčerpávajícím uvěznění ale členové výpravy ztratili zájem o poklad. Jediný, kdo si tak z něj něco odnese, je Allan, který si předtím, než opustili sál s pokladem, naplní kapsy svého oblečení nemalým jměním.
Své zážitky z dolů vypráví novému králi. Po něm se cestovatelé s Ignosim loučí a vydávají se domů, tentokrát však cestou, kterou jim poradí Kukuánci. Na cestě ale nečekaně potkávají ztraceného bratra sira Henryho s jeho sluhou Jimem. George jim vypráví o své vlastní výpravě za pokladem, která ale skončila ještě dřív, než začala, protože cestou utrpěl zranění nohy a tak i se svým sluhou Jimem se musel utábořit a čekat na záchranu. Všichi se tedy vracejí šťastně domů a z toho, co se podařilo Allanu zachránit z pokladu krále Šalamouna, je i tak nepředstavitelné bohatství. Celé vyprávění končí dopisem sira Henryho Alannovi, kterého zve do Anglie a už jen proto, že zde Allan má syna, přijímá.

## Přijetí díla a interpretace
Dílo zpracovává skutečnou pověst o obrovském bohatství izraelského krále Šalamouna. Vzniklo jako sázka mezi autorem a jeho bratrem, kdy se vsadili, že Haggard dokáže napsat lepší knihu než v té době vyšlé dílo Ostrov pokladů spisovatele Roberta Louise Stevensona.
Kniha v mnoha ohledech používá myšlení 19. století a z dnešního pohledu by tak mohla být vnímána kontroverzně. Čtenář se může setkat s částečným zaujetím vůči ženám a rasám. Na druhou stranu zde autor ukazuje mnoho postav afrického původu jako odvážné hrdiny bojující za svoji čest a pro svoji zemi. Na začátku knihy je také napsáno, že hlavní postava Allana Quatermaina odmítá používat slovo „negr“ a mnozí z lidí tmavé pleti mu připadají více džentlmenskými než lidé s pletí bílou. Také vztah mezi Johnem Goodem a zachráněnou dívkou je na svoji dobu velmi pokrokový, i když se zde vyskytne i námitka proti takovému vztahu. Ač sám Haggard byl Evropan vychovaný v křesťanství a ve víře v nadřazenost evropské kultury, popisuje zde kulturu africkou a v mnohých směrech obdiv k ní. Zatímco část kritiků vnímá Haggarda jako „imperialistického“ spisovatele, jiné upozorňují na to, že zpracovává i motivy evropské chamtivosti a snah o rozšiřování území, čímž vytváří ostrý protiklad k jinak lehkému a dobrodružnému tónu knihy. Nesmírná obliba Haggardových knih (a Dolů krále Šalamouna především) v Británii vedla k tomu, že si mnozí mladí muži Afriku romantizovali a posléze buď podporovali kolonialistické úsilí, nebo se na něm přímo podíleli.
Do Jižní Afriky se Haggard vydal jako devatenáctiletý v roce 1875 a šest let se v regionu pohyboval. Kromě osobních zkušeností, ze kterých vycházejí četné detaily, například postavy sloužících nebo podzemní prostory inspirované jeskyní Wonderfontein, vycházel Haggard při psaní i z dobové literatury. Inspirací se mu stal lovec a dobrodruh Frederick Selous a jeho zápisky Hunter's Wanderings in Africa (Lovcova putování Afrikou, 1881), ale také oblíbené dobrodružné romány jako By Sheer Pluck: A Tale of the
Ashanti War (Jen díky odvaze: příběh z ašantské války, 1884) od George Alfreda Hentyho.

## Adaptace

### Filmové adaptace
- 1937: Doly krále Šalamouna, Velká Británie, dobrodružný film

- 1950: Doly krále Šalamouna, USA, dobrodružný / romantický

- 1979: Poklad krále Šalamouna, Kanada, dobrodružný film

- 1985: Doly krále Šalamouna, USA, dobrodružný / komedie / akční

- 1986: Doly krále Šalamouna, Austrálie / Velká Británie, animovaný film

- 2004: Doly krále Šalamouna, USA, dobrodružný film

- 2006: Flynn Carsen 2: Návrat do dolů krále Šalamouna, USA, dobrodružný / akční / fantasy